# Cala Petita

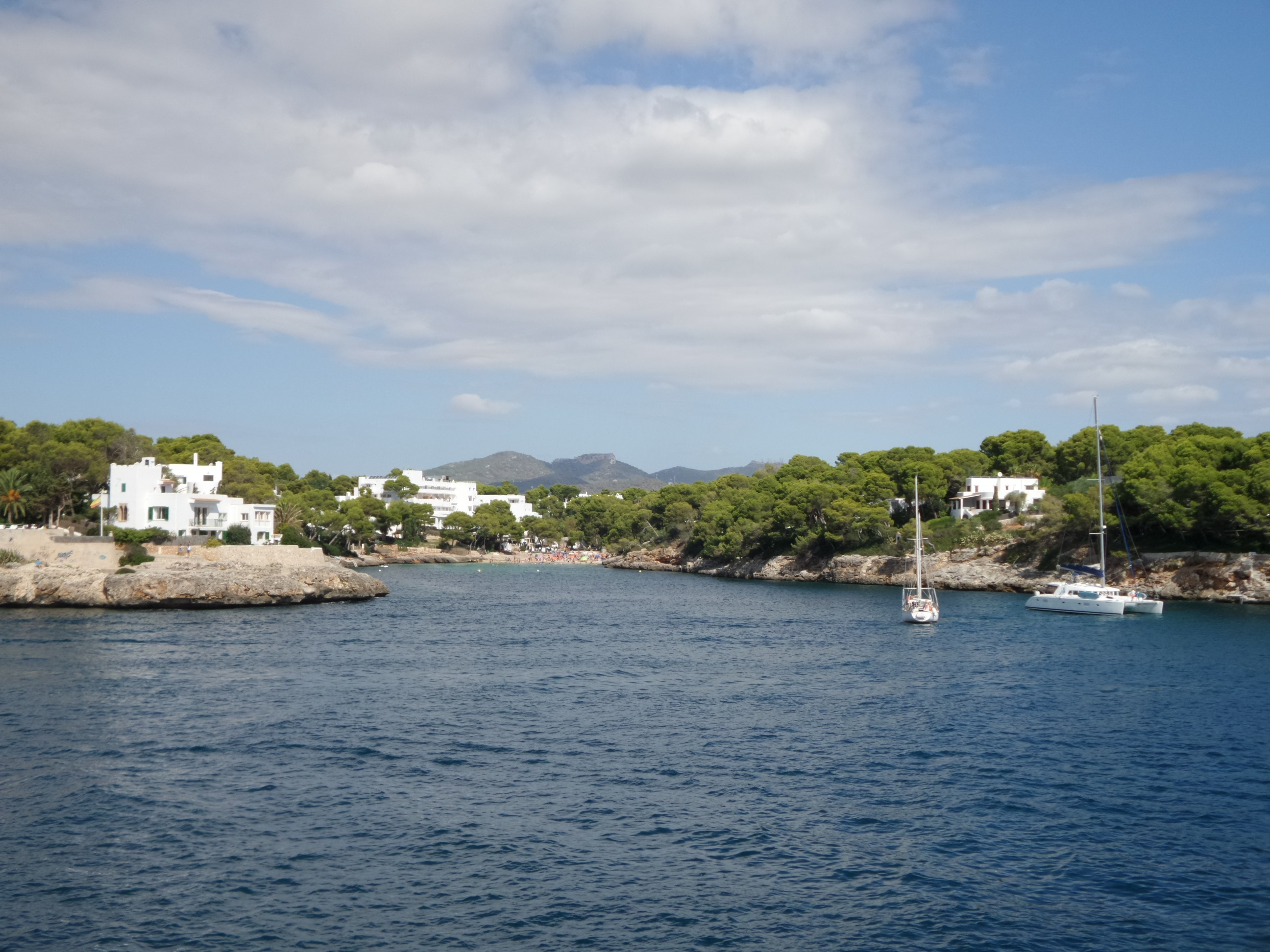
Vista de cala Petita desde El Fortín.

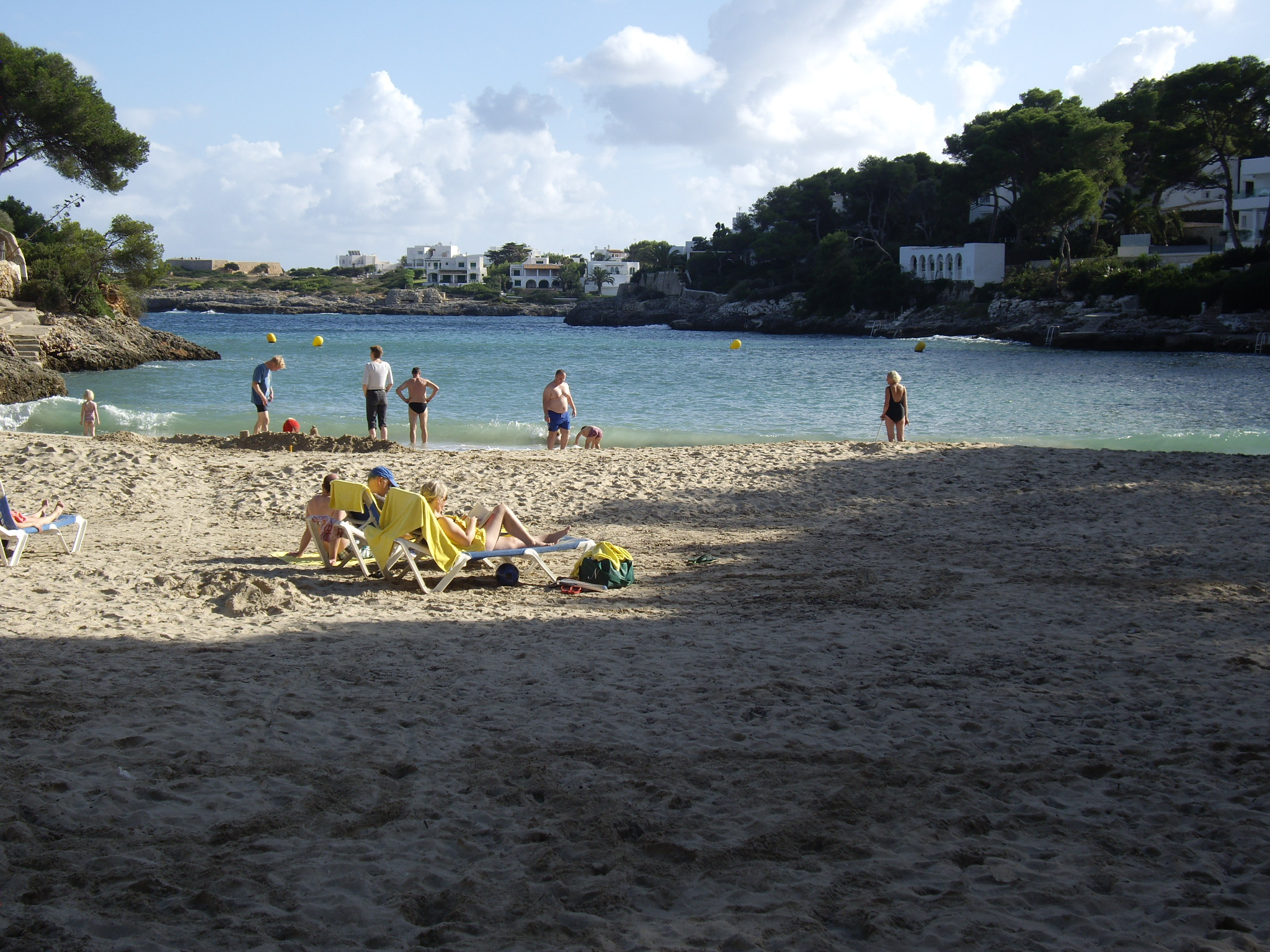
Cala Petita

Cala Petita (antes conocida como caló de ses Dones) es una playa que está situada en la localidad española de Cala d'Or, municipio de Santañí, Mallorca. Se trata de una pequeña playa semiurbana de arena blanca que, por espacio y a causa del turismo, presenta un elevadísimo grado de ocupación durante la época estival. Se encuentra justo al lado del Puerto de Cala d'Or.
Esta playa está flanqueada por roquedales de baja altura, termina en un arenal pequeño, de arena fina y con poco desnivel. Con el fin de aumentar las zonas de solárium se construyeron unas terrazas recubiertas con arena en su parte posterior. Los chalés de la zona quedan camuflados en la frondosidad del pinar.
El único hotel que rodea la cala es el Hotel Cala d'Or, establecido en 1935 por el arquitecto y pintor belga Médard Verburgh. Es el primer hotel que se hizo en el pueblo y el tercero más antiguo de toda la isla aún en funcionamiento.